# Pożar pól naftowych w Bibiheybat
Pożar pól naftowych w Bibiheybat (azer. Bibiheybətdə neft fontanı yanğını, ros. Пожар на Биби-Эйбате) – niemy film dokumentalny, w reżyserii Aleksandra Miszona, zrealizowany 1 sierpnia 1898 we wsi Bibiheybat w pobliżu Baku. Film przedstawia pożar jednego z pól naftowych i trwa zaledwie 30 sekund.
Pochodzący z rodziny rosyjsko-francuskiej Alexandre Michon w 1898 osiadł w Baku i tam zrealizował dziewięć filmów, korzystając z kinematografu braci Lumiere. Obraz przedstawiający pożar pól naftowych w Bibiheybat był pierwszym z tych filmów, a jego premiera odbyła się 2 sierpnia 1898 w Baku. Film został też zaprezentowany w 1900 na wystawie światowej w Paryżu (p.t. Puits de pétrole à Bakou. Vue de près). W 1995 w stulecie kina został ponownie zaprezentowany w stolicy Francji.